# ポケット (ゆずの曲)
「ポケット」は、ゆずの配信限定シングル。2015年1月2日にセーニャ・アンド・カンパニーから配信された。

## 概要
「夜霧の伊勢佐木町〜愛の真世界編〜」以来約5か月半ぶりの作品。シングルが2作連続で配信限定となるのは自身初である。
アートワークはサッポロビールのCMにも登場する北極星。ミュージック・ビデオはメガスターを背景に撮影された。
同年4月15日発売の42ndシングル「OLA!!」に収録された。

## 収録曲
1. ポケット　
  - 作詞：岩沢厚治 / 作曲：岩沢厚治・蔦谷好位置 / Sound Produced by ゆず & 蔦谷好位置 / 編曲：蔦谷好位置 & ゆず

サッポロビール企業CMソング。発売当日の1月2日と翌3日の『★SAPPORO新春スポーツスペシャル 第91回東京箱根間往復大学駅伝競走』の放送中にこの曲が使用された2分尺のロングCMバージョンが放送された。翌年の第92回大会の中継でもそのCMは放送された。